# Bale (zon)
Bale är en zon i Etiopien.   Den ligger i regionen Oromia, i den centrala delen av landet, 300 km sydost om huvudstaden Addis Abeba.